# Guero
Guero er det 6. Beck album, som blev udgivet d. 29. marts 2005. Det er blevet produceret af Dust Brothers, som også har været producer for Becks album Odelay. "E-pro" var albumets første single og blev spillet flittigt i de danske radiostationer, men også albumets anden single "Girl" fik stor succes.

## Tracksliste
1. "E-Pro" (Beck Hansen, Dust Brothers, Beastie Boys) – 3:12
2. "Qué Onda Guero" (Hansen, Dust Brothers) – 3:29
3. "Girl" (Hansen, Dust Brothers) – 3:29
4. "Missing" (Hansen, Dust Brothers, Marcos Vinicius de Moraes, Carlos Eduardo Lyra) – 4:43
5. "Black Tambourine" (Hansen, Dust Brothers, Eugene Blacknell) – 2:46
6. "Earthquake Weather" (Hansen, Dust Brothers, Mark Adams, Steve Washington, Daniel Webster, Mark Hicks) – 4:26
7. "Hell Yes" (Hansen, Dust Brothers) – 3:17
8. "Broken Drum" (Hansen) – 4:29
9. "Scarecrow" (Hansen, Dust Brothers) – 4:15
10. "Go It Alone" (Hansen, Jack White, Dust Brothers) – 4:08
11. "Farewell Ride" (Hansen) – 4:18
12. "Rental Car" (Hansen, Dust Brothers) – 3:05
13. "Emergency Exit" (Hansen, Dust Brothers) – 4:02